# Соляний промисел Драй-Крік

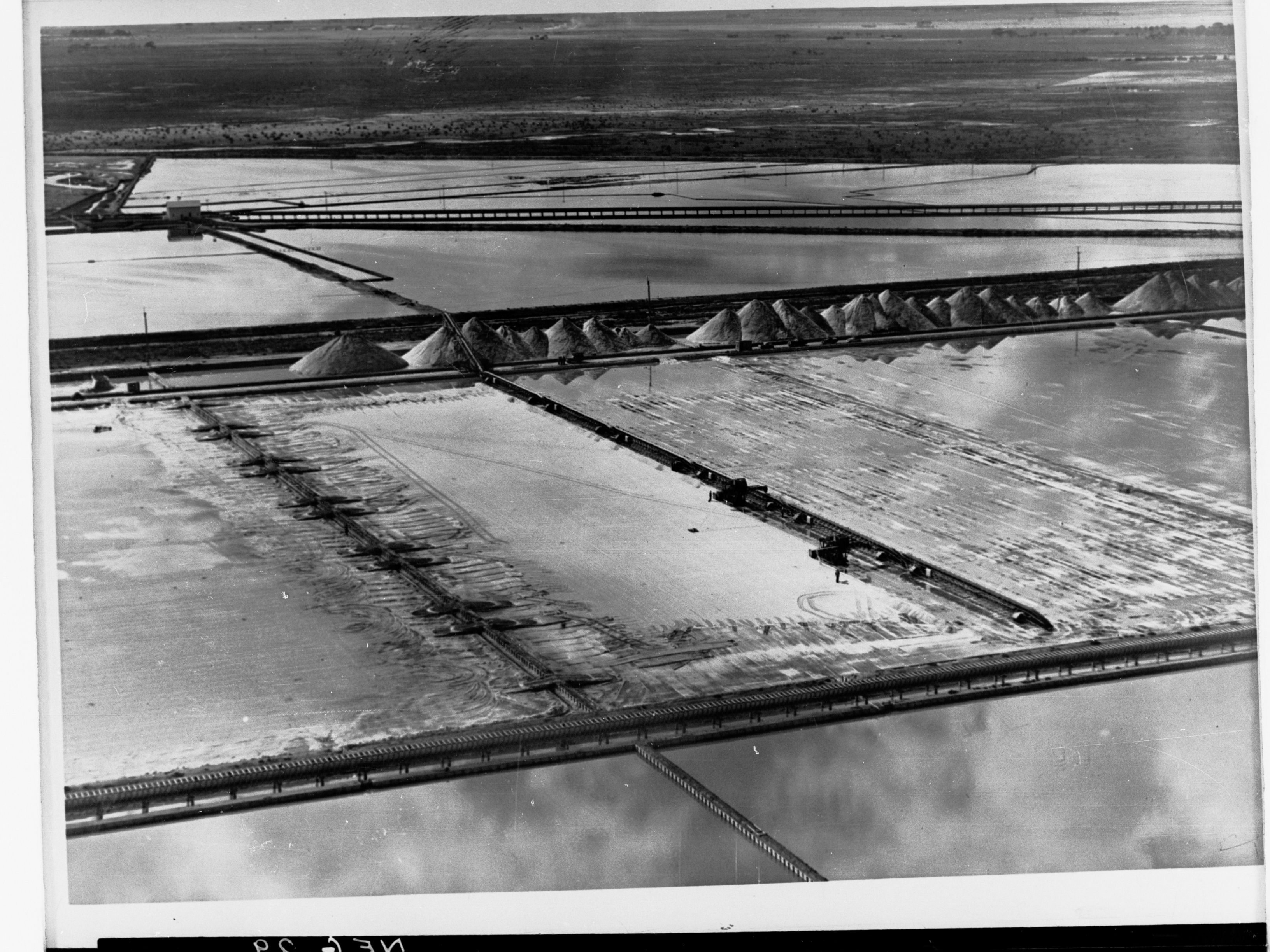
Соляні ставки, фотографія 1945 року

Соляний промисел Драй-Крік – колишній виробничий майданчик на півдні Австралії. 
Промисел почав роботу в 1939 році з метою забезпечення сировиною заводу кальцинованої соди в Осборні (останній видав першу продукцію в 1940-му). Джерелом солі була морська вода, яку спрямовували до численних ставків, створених на східному узбережжі естуарію, що врізається до суходолу з північної сторони міста Аделаїда. Ставки спорудили на рівнині, що знаходилась на 1 – 4 метра вище від рівня моря, за допомогою численних земляних насипів – за первісним проектом промисел мав 27 ставків, які оточували біля 40 кілометрів валів. Західний край промислу утворила дамба, споруджена за державний кошт в 1886 – 1887 роках для стримування припливних повеней. 
Встановлена біля Сейнт-Кілда насосна станція могла закачувати до 109 м3 морських води за хвилину. Під час руху по системі солоність води зростала до 24%, після чого її випаровували, а сіль відправляли на склад. Заготовка велась сезонним методом (зазвичай починалась восени), а необхідні содовому заводу обсяги сировини відбирали з майданчиків зберігання, розчиняли та у вигляді розсолу відправляли по трубопроводу, який проклали через Порт-Рівер (один з елементів згаданого вище естуарію, на західному узбережжі якого й знаходився хімічний завод). 
В 1960-х копальню збільшили за рахунок включення до неї розташованої північніше полоси, так що у підсумку ставки витягнулись на 28 кілометрів, а їх загальна площа досягнула 5500 тисяч гектарів. Якщо перші ставки споруджували за допомогою людської праці, то тепер їх копали механізованим методом. Також встановили другу насосну станцію.
В 1999-му промисел виробив 391 тисячу тонн солі.
Тривалий час промислом опікувалась компанія ICI Australia – дочірня структура відомого британського хімічного концерну Imperial Chemical Industries (ICI). В 1993-го його (так само як і содовий завод) продали компанії Penrice Soda Products, що в подальшому кілька раз змінювала власників. В 2005-му Penrice Soda Products продала соляний промисел Cheetham Salt Limited (дочірня компанія Ridley Corporation), при цьому уклали довгострокову угоду щодо постачання сировини для хімічного виробнцитва.
В 2014-му на тлі несприятливої економічної ситуації содовий завод закрили, що одночасно призвело й до припинення роботи соляного промислу. В наступні роки відзначалось надходження ропи зі ставків, які перестали обслговувати в звичайному режимі, до сусідніх територій, що призводило до загибелі мангрової рослинності.